# Млекарица (Вермер)
Млекарица (хол. De Melkmeid или Het Melkmeisje) је слика холандског сликара Јоханес Вермера. Сада се налази у Рајксмузеуму у Амстердаму, где је сматрају „несумњиво једном од највећих атракција музеја“.
Тачна година завршетка слике је непозната, а процене се разликују у зависности од извора. Рајксмузеум процењује да је слика завршена око 1658. године. Према Метрополитенски музеј уметности у Њујорку, насликана је око 1657. или 1658. године. Вебсајт „Есенцијални Вермер“ наводи да слика оквирно датира из периода између 1658–1661.

## Опис слике и коментари
На слици је приказана како млекарица, жена која музе краве и прави млечне производе попут маслаца и сира, у обичној соби пажљиво сипа млеко у заобљену земљану посуду на столу. Млекарице су у почетку радиле искључиво у штали пре него што су их велике куће ангажовале за обављање кућних послова, да не би запошљавали више особља. Такође, на столу испред млекарице налазе се разне врсте хлеба. Она је млада, снажно грађена жена која носи уштиркану ланену капицу, плаву кецељу и заврнуте заштитне рукаве на пуним подлактицама. Грејач стопала је на поду иза ње, у близини Делфт зидних плочица које приказују Купидона (лево) и фигуру с мотком (десно). Млаз јарке светлости пробија се кроз прозор смештен с леве стране платна.
Слика је изузетан пример илузионистичког сликарства, не само да преноси детаље, већ и осећај тежине жене и стола. „Иако јако светло не ублажава грубу структуру коре хлеба нити стањује дебељушкасти струк и заобљена рамена”, написала је Карен Росенберг, ликовна критичарка Њујорк тајмса. Ипак, како јој је половина лица у сенци, „немогуће је рећи да ли спуштене очи и искривљене усне изражавају испразност или концентрацију”, написала је.
Према Валтеру Лидткеу, кустос одељења за европске слике Музеја уметности Метрополитен и организатору две Вермерове изложби, реакција савременог посматрача слике помало је под утицајем ефекта Мона Лизе.„Она је помало мистериозна савременој публици. Обавља свакодневне послове, слабашно се смешка. А ми реагујемо тако што се питамо о чему размишља.” 

### Холандска иконографија собарица
У време настанка слике, приказана жена звала би се кухињска помоћница или једноставно слушкиња, а не конкретно млекарица. Млекарице су биле жене које су музле краве а кухињске слушкиње су радиле у кухињама. Најмање два века пре него што је слика насликана, млекарице и кухињске слушкиње имале су репутацију да су предодређене за љубав односно секс, што се често одражавало на холандским сликама кухиња и пијачних сцена из Антверпена, Утрехта и Делфта. Неке слике попут Млекарице биле су лукаво сугестивне, друге вулгарније.
Водећи уметници у овој традицији били су антверпенски сликари Јоахим Бекелар (око 1535–1575) и Франс Снајдерс (1579–1657). Они су имали много следбеника и имитатора, као што је Питер Артсен (који је, попут Бекелара имао клијенте у Делфту), утрехтски манирски сликар Јоахим Итевал (1566–1638) и његов син Петер Итевал (1596–1660). Нешто касније уметник Николас Мес, насликао је неколико комичних слика које су сада добиле називе, на пример Лењи слуга. Међутим, у то време постојала је алтернатива у сликању жена на радном месту у кући као узора холандских домаћих врлина, којима се Симон Шама детаљно бавио.
У холандској литератури и сликама из Вермеровог времена, слушкиње су често приказиване као субјекти мушке жеље, опасне жене које угрожавају част и сигурност дома, средишта живота у Холандији, иако су неки Вермерови савременици, попут Питера де Хоха, почели да их представљају на неутралнији начин. Вермерова слика један је од ретких примера на којој се слушкиња третира са саосећањем и достојанством, иако љубавни симболи у овом делу извиру из те традиције.
Други сликари који су припадали тој традицији, попут Герита Доуа (1613–1675), приказивали су атрактивне слушкиње са симболичним предметима попут врча, дивљачи, воћа и поврћа. „У скоро свим делима рађеним у тој традицији, постоји еротски елемент, који се преноси у гестовима од стављања пилића на ражањ до омогућавања - или би тако барем наговештаво угао посматрања - присног погледа на објекат који неодређено подсећа на материцу”, тврди Лидтке. У Доуовој слици из 1646. године, Девојка сече лук (сада се налази у Британској краљевској колекцији), калајни крчаг може се односити и на мушку и женску анатомију, а слика садржи друге савремене симболе пожуде, попут лука (за који се каже да има афродизичка својства) и птице која виси. Млеко је такође асоцирало на пожуду, од сленг термина melken, дефинисаног као "сексуално привлачити или мамити" (што, по Лидткеу, потиче од посматрања девојчица са фарме које раде са кравама). Међу примерима радова који на овај начин користе млеко су гравура Лукаса Ван Леидена Млекарица (1510) и гравура Жака де Геина II Стрелац и млекарица (око 1610).
Вермерова слика је суптилнија, мада употреба симбола остаје: једна од Делфт плочица у подножју зида иза слушкиње, близу грејача за ноге, приказује Купидона - што може указивати на сексуално узбуђење или једноставно, док ради, сањари о мушкарцу. Остали љубавни симболи на слици су врч са широким отвором, који се често користи као симбол женске анатомије. Грејач стопала уметници су често користили као симбол за женско сексуално узбуђење, јер када се стави под сукњу, греје цело тело испод струка. Угаљ унутар грејача за стопала могао би да симболизује „или жар пожуде у сценама у кафани или борделу, или скривену, али истинску горућу страст жене према супругу”, каже Серена Кант, британска историчарка уметности. Па ипак, бели зид и присуство млека указују на то да је соба била „хладна кухиња” која се користила за кување с млечним производима, нпр. млеком и путером, па би грејач за стопала тамо имао прагматичну сврху. Пошто друге холандске слике тог периода указују на то да су се грејачи за стопала користили док седе, његово присуство на слици може да симболизује „марљиву природу“ жене која стоји, тврди Кантова.
Слика је део друштвеног контекста сексуалних односно романтичних интеракција слушкиња и мушкараца вишег друштвеног положаја који више не постоји у Европи и никад није био уобичајен у Америци, каже Лидтке, који као пример наводи Вермеровог савременика Самјуела Пипса. Пипсов дневник бележи сусрете са слушкињама из кухиње, девојкама које продају остриге и у гостионици, током посете Делфту 1660. године, са „изузетно лепом девојком прикладниом за ту врсту разоноде“. Слика је прво била у власништву Питера ван Руијвена (а можда је и насликана  за њега), власника неколико других Вермерових слика које су такође приказивале атрактивне младе жене са темама жеље и самоодрицања, сасвим другачије од  Пипса и многих слика у холандској традицији "кухињске помоћнице".

### Наративни и тематски елементи
Према историчару уметности Харију Ранду, слика наговештава да жена прави колач од хлеба, што нам сугеришу млеко и комади хлеба на столу. Ранд је претпоставио да је већ направила крем у ком ће се хлеб помешан са јајетом натапати. Сипа млеко у тучани пекач да прекрије мешавину јер ће се хлеб, ако се не буде крчкао у течности за време печења, претворити у непривлачну суву корицу и неће се формирати типична горња површина колача. Опрезна је док сипа млеко јер се колач од хлеба може упропастити ако састојци нису тачно одмерени или правилно комбиновани.
Приказујући слушкињу док пажљиво кува, уметник не само да осликава  призор из свакодневице, него слика тако задобија етичку и друштвену вредност. Та скромна жена користи уобичајене састојке, и иначе бескорисни устајали хлеб, да би створила пријатан производ за домаћинство. „Њено одмерено понашање, скромно одевање и опрезност у припремању хране, речито, а опет ненаметљиво приказују једну од најјачих вредности Холандије из 17. века, домаћу врлину”, кажу на веб страници Essential Vermeer.
„На крају, није алузија на женску сексуалност оно што овој слици даје романтични односно емоционални одјек, већ је то приказ искреног, напорног рада као нечег романтичног”, написала је Ракел Ланери у часопису Форбс. Млекарица уздиже напор и муку кућних и послова  служинчади на ниво врлине, па чак и херојства." 

### Стратегија композиције
Због уметниковог избора релативно ниске тачке гледишта и изградње неке врсте пирамидалне структуре од облика приказаних на слици, полазећи од левог предњег плана до женине главе, слика одаје утисак монументалности и „можда осећаја достојанства“, наводи се на веб страници Метрополитен музеја. Према Рајксмузеуму, слика има „дијагоналну композицију, при чемусе дијагонале секу код жениног десног зглоба“. На тај начин, пажњу посматрача усмерена је на сипање млека.
Реализам слике сличан фотографији подсећа на лајденске уметнике као што су Доу, Франс ван Миерис и Габриел Метсу. Вермер, који је у време кад је сликао ово дело имао двадесет пет година, „је узимао из холандске уметности различите стилове и теме“, рекао је Лидтке. „У овом случају угледа се углавном на уметнике попут Герита Доуа и других који раде на пажљив, илузионистички начин." Лидтке ово дело види као Вермеров „последњи рани рад или прво зрело дело”. Кустос је додао: „Мислим да је морао истражити оно што бисмо могли назвати „тактилним илузионизмом“ да би разумео где заиста жели да иде, а то је у смеру оптике и игре светлости.“
Карактеристична за уметност Делфта и Вермерово дело, слика такође има „класичну равнотежу“ ликовних елемената и „изванредан третман  светлости“, тврде у Метрополитанском музеју уметности. Према Лидткеу, зид са леве стране нас „врло брзо уводи у слику, повлачење са леве стране, а затим отвореност ка десној страни. Та врста схеме где је фокус у левом углу, коришћена је десетак година пре Вермера, а он је био врло брзо прихватио најновији метод."
"Иако нигде другде у његовом делу не можемо наћи тако извајану фигуру и тако наизглед опипљиве предмете, он је већ постао будући сликар ентеријера испуњених светтлошћу", наводе из музеја. "Ефекат зрнастих наноса настао применом технике pointillé уочава се на хлебу и корпи" и представља "најистакнутији" њен пример у Вермеровом сликарском опусу, а чини се да је користи да истакне "исијавајућу искричаву дневну светлост и грубе текстуре истовремено." 
Вермер је пресликао две ствари које су првобитно биле на слици. Једна је велика зидна мапа (веб страница Рајксмузеума назива је слика) иза горњег дела женског тела. Мапа на зиду није била неуобичајена у скромној соби попут хладне кухиње у којој је слушкиња радила тешке послове. Велике мапе у Холандији 17. века биле су јефтин начине украшавања голих зидова. Првобитно је насликао и велику, уочљиву корпу за одећу (веб страница Рајксмузеума назива је "корпа за шивање")  близу дна слике, иза женине црвене сукње, али ју је затим пресликао, што је довело до благе промене тона (пентименто) на зиду иза грејача стопала. Корпа је касније откривена рендгенском снимком. Предмети су уклањани и са других Вермерових слика. Неки ликовни критичари сматрају да је уклањање можда требало да омогући бољи темаатски фокус тих дела.
"Та рустикална непосредност разликује се од Вермерових каснијих слика", тврди Ланери. Млекарица има тактилни, висцерални квалитет - готово да можете окусити густо, кремасто млеко које излази из врча, осетити хладну влагу собе и уштиркано платно слушкињине беле капе, додирнути њена извајана рамена и струк у стезнику. Она није привид нити апстракција, она није идеална, светска домаћица са Вермерове касније слике Младе жене с врчем воде нити трансцендентна лепотица представљена на платну Девојци са бисерном минђушом. Она није једра роспија као на Лејденовом цртежу. Она је стварна - онолико стварна колико то слика може бити."

### Техника и материјали
Ова слика има „можда најсјајнији спектар боја међу његовим делима“, наводи се на веб страници Essential Vermeer. Већ у 18. веку енглески сликар и критичар Џошуа Рејнолдс похвалио је дело због његовог упечатљивог квалитета.  Једна од одлика Вермерове палете, у поређењу са његовим савременицима, била је његова склоност скупоценом природном ултрамарину (направљеном од дробљеног лапис лазула) док су други сликари обично користили много јефтинији азурит. Поред ултрамарина, пигмент жуте је такође доминантан у овом изузетно светлом раду (са знатно мање тамног и конвенционалног преношења светлости од иједног Вермеровог дела). Осликавање белих зидова био је изазов за уметнике у Вермерово време, при чему су његови савременици користили разне облике сивог пигмента. Овде бели зидови рефлектују дневну светлост различитог интензитета, приказујући ефекте неравномерне текстуре на малтерисаним површинама. Уметник је овде користио бело олово, умбер и угаљ црну. Иако је формула била добро позната међу жанровским сликарима, Вермеровим савременицима, „можда ниједан уметник више од Вермера није могао тако ефикасно да је користи“, наводи се на веб страници Essential Vermeer.
Грубе црте жениног лица насликане су дебелим слојевима боје(Impasto). Семе на кори хлеба, као и сама кора, заједно са плетеним ручкама корпе за хлеб, насликани су pointillé зрнастим наносима. Мекани делови хлеба приказани су танким спиралама боје, са малом количином окера који се користи за грубе ивица изломљене коре. Један комад хлеба с посматрачеве десне стране, а близу лонца, има широку траку жуте боје, различиту од коре, за коју Кант верује да указује да је комад бајат. Малена ролна крајње десно насликана је густим, дебелим зрнастим наносима боје које подсећају на чворновату кору или кору са семеном на себи. Хлеб и корпа су, упркос томе што су ближе гледаоцу, насликани су тако да делују дифузније од зида који даје утисак илузије реализма, са својим мрљама, сенкама, ексером и рупом од ексера, или шавова и копчи на женској хаљини, или блиставе, сјајне посуде од месинга који виси са зида. Различитост међу прозорским окнима од стакла постигнута је на веома реалистичан начин, са пукотином у једном окну (четврти ред одоздо, крајње десно), која се рефлектује на дрвету прозорског оквира. Непосредно испод тог окна, друго има огреботину, на шта указује танка бела линија. Једно окно (други ред одоздо, други здесно) је гурнуто унутра оквира.
Несклад између објеката на различитим удаљеностима од гледаоца може указивати на то да је Вермер користио камеру опскуру, тврди Кантова. Лидтке истиче да је рупица од чиоде која је откривена на платну „заиста пробила теорију камере опскуре. Помисао да је Вермер цртао композиције помоћу неког оптичког уређаја је прилично наивна кад узмете у обзир да светлост траје можда 10 секунди, а били су му потребни месеци да наслика слику.”  Уместо тога, чиода у платну је вероватно била везана за канап са кредом, коју је сликар користио да би добио линије перспективе, рекао је Лидтке у интервјуу 2009. године.
Гломазни зелени заштитни рукави обојени су истом жутом и плавом бојом која се користи на остатку женске одеће, насликани истовремено техником мокро на мокро. Широки потези којим је насликана одећа наговештавају грубу, густу текстуру радне одеће. За плаву манжетну коришћена је светлија мешавина ултрамарина и беле боје, са слојем окера обојеног испод. Сјајна плава боја сукње или кесеље појачана је глазурањем (танким, прозирним горњим слојем) исте боје. Глазирање помаже да се укаже на то да је плави материјал од мање грубе тканине од жутог горњег дела, тврди Кантова.

## Порекло
Питер ван Руијвен (1624–1674), Вермеров покровитељ из Делфта (и по његовој смрти власник двадесет и једног Вермеровог дела), вероватно је купио слику директно од уметника. Лидтке сумња да је покровитељ наручио слику са том темом.  Касније је власништво прешло на његову удовицу Марију де Кнуит, потом на њихову ћерку Магделену ван Руијвен (1655—1681), и потом на зета Јакова Дисијеа (1653—1695), а извршилац његовог завештања продао је ту слику заједно са другим Вермеровим сликама 1696. године.
Записи о тој аукцији описали су Млекарицу као „изузетно добру“, а дело је постигло другу највишу цену у продаји (175 гулдена, коју је премашио само Поглед на Делфт са 200 гулдена).
На аукцији 1765. године, слику је продао Лендерт Питер де Неуфвил.  „Чувена Млекарица Вермера из Делфта”, прошла је кроз најмање пет амстердамских колекција пре него што је постала власништво, оне коју је  Метрополитенски музеј уметности назвао „једном од великих колекционара холандске уметности”, Лукреције Јохан ван Винтер (1785–1845). Године 1822. Лукреција се удала у породицу Сикс, такође колекционаре, а 1908. њена два сина су слику продала (као део чувене колекције Сикс од тридесет девет радова) Рајксмузеуму, који је радове набавио уз подршку холандске владе и Рембрантовог удружења,  али не пре јавне свађе и интервенције Сталешке скупштине Холандије.

## Изложбе
Слика је излагана у западној Европи и у Сједињеним Америчким Државама. Била је део амстердамске изложбе „старих мајстора” 1872. године за  Arti et Amicitiae, друштво визуелних уметника и љубитеља уметности, а 1900. године била је део изложбе Градског музеја у Амстердаму (Stedelijk Museum Amsterdam). Остале европске изложбе биле су у Краљевској академији уметности у Лондону 1929. године („Изложба холандске уметности“), Националној галерији Же де Пом у Паризу 1921. године ("Холандска изложба: Старе и модерне слике, акварели и цртежи"), Музеју Бојманс ван Бенингена у Ротердаму 1935. године („Вермер, порекло и утицај: Фабритиус, Де Хох, Де Вит“).
Изложена је на Светском сајму у Њујорку 1939. године,  и због избијања Другог светског рата током сајма и због немачке окупације Холандије, слика је остла у САД све док Холандија није ослобођена. За то време излагана је у Детроитском Институту за уметност у Мичигену (музеју у којем је радио кустос изложбе Светског сајма), а уврштена је у каталоге изложби тог музеја из 1939. и 1941. године. Током рата дело је такође приказано у Метрополитен музеју уметности у Њујорку, где је, како тврди Лидтке, остало до 1944. године.  Слика је приказана на изложби у Кунстхаус у Цириху 1953. године, а следеће године отпутовала је у Италију на изложбу у Палацио дела Еспосизионе у Риму и Палацио Реале у Милану. Била је део изложбе на Маурицхејсу Хагу 1966. године и Музеју Оранжери у Паризу. Слика је 1999. и 2000. године била у Националној уметничкој галерији у Вашингтону ради изложбе „Јоханес Вермер: Уметност сликања“, а била је део изложбе „Вермер и Делфтска школа“ у Националној галерији у Лондону од 20. јуна до 16. септембра 2001. године (није се појавила у Метрополитенском музеју уметности на истој изложби, раније те године).
Слика је враћена у Њујорк 2009. године, поводом 400. годишњице историјског путовања Хенрија Хадсона (од Амстердама до Менхетна), и  била је у центару изложбе Метрополитенс музеја уметности, поред других пет Вермерових дела из музеја и слика холандских мајстора златног доба.
Слика је изложена путем интернета у висококвалитетној дигиталној верзији након што су кустоси музеја утврдили да су многи људи мислили  да је неквалитетна жућкаста верзија слике која кружи интернетом добра репродукција слике.

### Монографије
- Bonafoux, Pascal; Johannes Vermeer van Delft (1992). Vermeer. New York: Konecky & Konecky. ISBN 978-1-568-52308-8. OCLC 249850444.
- Cant, Serena; Jan Vermeer van Delft (2009). Vermeer and His World, 1632-1675. London: Quercus. ISBN 978-1-849-16005-6. OCLC 699202293.
- Franits, Wayne E. (2001). The Cambridge Companion to Vermeer. Cambridge: Cambridge University Press. ISBN 978-0-521-65330-5. OCLC 45284708.
- Franits, Wayne E. (2004). Dutch Seventeenth-Century Genre Painting: Its Stylistic and Thematic Evolution. New Haven, Conn: Yale University Press. ISBN 978-0-300-10237-6. OCLC 473754188.
- Gaskell, Ivan, and Michiel Jonker. Vermeer Studies: [Proceedings of the Symposia "New Vermer Studies" Held in 1995 in Washington, and in 1996 in The Hague]. 55. ISBN 978-0-300-07521-2. OCLC 631981597.. Washington: National Gallery of Art, 1998
- Gowing, Lawrence; Vermeer, Johannes (1997). Vermeer. Berkeley, Calif: University of California Press. ISBN 978-0-520-21276-3. OCLC 36857459.
- Henderson, Jasper, Victor Schiferli; Richards, Lynne (2011). Vermeer: The Life and Work of a Master. Amsterdam: Rijksmuseum. ISBN 978-9-086-89068-2. OCLC 763023437. - Translated from the Dutch from Lynne Richards.
- Koningsberger, Hans (1985). The World of Vermeer, 1632-1675. Time-Life Library of Art. series. Amsterdam: Time-Life Books. ISBN 978-0-900-65858-7. OCLC 13302281.
- Metropolitan Museum of Art (New York, N.Y.), and Liedtke, Walter A. The Milkmaid by Johannes Vermeer / Walter Liedtke. New York: The Metropolitan Museum of Art, 2009 OCLC 839735356
- Plomp, Michiel;  . (2001). Vermeer and the Delft School / Walter Liedtke. New York: The Metropolitan Museum of Art. ISBN 978-0-870-99973-4. OCLC 819761194.
- Pollock, Griselda (1999). Differencing the Canon Feminist Desire and the Writing of Art's Histories. London: Routledge. ISBN 978-1-135-08440-0. OCLC 842262336.
- Rand, Harry. 1998. „Wat maakte de 'Keukenmeid' van Vermeer?” (2—3): 275—278. ISSN 0165-9510. Bulletin Van Het Rijksmuseum. 46, no. . .  OCLC 772557024
- Schama, Simon (1987). The Embarrassment of Riches: An Interpretation of Dutch Culture in the Golden Age. New York: Knopf. ISBN 978-0-394-51075-0. OCLC 14132010.
- Vermeer, Johannes, and Taco Dibbits. Milkmaid by Vermeer and Dutch Genre Painting Masterworks from the Rijksmuseum Amsterdam: Exhibition, The National Art Center, 26 September-17 December 2007. Tokyo: Tokyo Shimbun, 2007. OCLC 690709724 - 2007 exhibition catalog
- Wheelock, Arthur K. (1995). Vermeer & the Art of Painting. New Haven: Yale University Press. ISBN 978-0-300-06239-7. OCLC 31409512.
- Wheelock, Arthur K.; Vermeer, Johannes (1997). Vermeer: The Complete Works. New York: H.N. Abrams. ISBN 978-0-810-92751-3. OCLC 36178954.

### Мултимедија
- Liedtke, Walter. Special Exhibition: Vermeer’s Masterpiece, The Milkmaid on Vermeer’s Masterpiece The Milkmaid exhibit (September 10, 2009 – November 29, 2009). Audio. Includes transcript.
- Liedtke, Walter. Vermeer’s Masterpiece The Milkmaid: Discreet Object of Desire: A Curatorial Talk by Walter Liedtke, Curator, Department of European Paintings, The Metropolitan Museum of Art, New York. September 26, 2009. Video. (72 min)
- Lopate, Leonard. [http://www.wnyc.org/story/59185-vermeers-the-milkmaid/ Vermeer's The Milkmaid, The Leonard Lopate Show. WNYC. September 18, 2009. Audio interview with Walter Liedtke, curator of a Vermeer exhibit. (18 min)